# Mouxy
Mouxy é uma comuna francesa na região administrativa de Auvérnia-Ródano-Alpes, no departamento de Saboia. Estende-se por uma área de 6,28 km². Em 2010 a comuna tinha 2 278 habitantes (densidade: 362,7 hab./km²).